# Diego Vivanco
Diego Vivanco (Buenos Aires, 15 de septiembre de 1971) es un guionista, libretista y ocasional actor argentino que vive en Colombia.

## Carrera

### Inicios y década de 2000
Vivanco estudió diseño de imagen y sonido en la década de 1990 en la Universidad de Buenos Aires. Finalizando la década se trasladó a Colombia para vincularse como libretista en el seriado juvenil Francisco el Matemático de RCN Televisión. En 1999 realizó una pequeña aparición en la popular telenovela Yo soy Betty, la fea, interpretando el papel del novio del diseñador Hugo Lombardi. En 2002 creó la idea original de la telenovela Las noches de Luciana, convirtiéndose en el libretista de la serie. Tres años después aportó el libreto de cien capítulos para la telenovela En los tacones de Eva y empezó a trabajar en la adaptación de la serie infantil Floricienta para las pantallas colombianas. Finalizó la década de 2000 aportando la idea original y los libretos de las series A mano limpia y Cuarenta.

### Década de 2010
Vivanco aportó la idea original y el guion para el filme de 2010 García, dirigida por José Luis Rugeles. Un año después fue coguionista en la película de terror El páramo de Jaime Osorio Márquez, recibiendo el premio en la categoría de mejor guion en la competencia de Largometraje de Ficción Iberoamericano en el marco del Festival Internacional de Cine de Guadalajara en 2012. De su trabajo para televisión en la década destacan seriados como La Nocturna (2017), Siempre bruja (2019) y Soltero con hijas (2020). Otras producciones cinematográficas en las que Vivanco trabajó como guionista en los años 2010 son Alias María (2015) y Somos calentura (2018).

## Filmografía destacada

### Como guionista o libretista
- 1999 - 2003 - Francisco el Matemático
- 2004 -2005- Las noches de Luciana
- 2006 - Floricienta
- 2007 - 2008 - Mujeres asesinas[8]
- 2010 - García
- 2010 - Cuarenta
- 2011 - El páramo
- 2011 - A mano limpia
- 2015 - Alias María
- 2017 - La Nocturna
- 2018 - Somos calentura
- 2019 - Siempre bruja
- 2019 - 2020 - Soltero con hijas
- 2020 - La Nocturna 2

### Como actor
- 2001- Francisco el Matemático - Andrés Barragán
- 1999 - Yo soy Betty, la fea... Rolando el Chesito sumercé

## Premios y reconocimientos
| Año  | Evento y categoría                                            | Producción              | Resultado |
| ---- | ------------------------------------------------------------- | ----------------------- | --------- |
| 2000 | Premios India Catalina al mejor libreto                       | Francisco el Matemático | Nominado  |
| 2001 | Premios India Catalina al mejor libreto                       | Francisco el Matemático | Ganador   |
| 2002 | Premios India Catalina al mejor libreto                       | Francisco el Matemático | Nominado  |
| 2003 | Premios India Catalina al mejor libreto                       | Francisco el Matemático | Nominado  |
| 2012 | Premios India Catalina al mejor libreto                       | A mano limpia           | Nominado  |
| 2014 | Premios India Catalina al mejor libreto                       | A mano limpia           | Nominado  |
| 2018 | Premios India Catalina al mejor libreto                       | La Nocturna             | Nominado  |
| 2000 | Premios TV y Novelas a mejor libretista de telenovela o serie | Francisco el Matemático | Ganador   |
| 2001 | Premios TV y Novelas a mejor libretista de telenovela o serie | Francisco el Matemático | Ganador   |
| 2003 | Premios TV y Novelas a mejor libretista de telenovela o serie | Francisco el Matemático | Nominado  |